# پالمنیا پیزارو

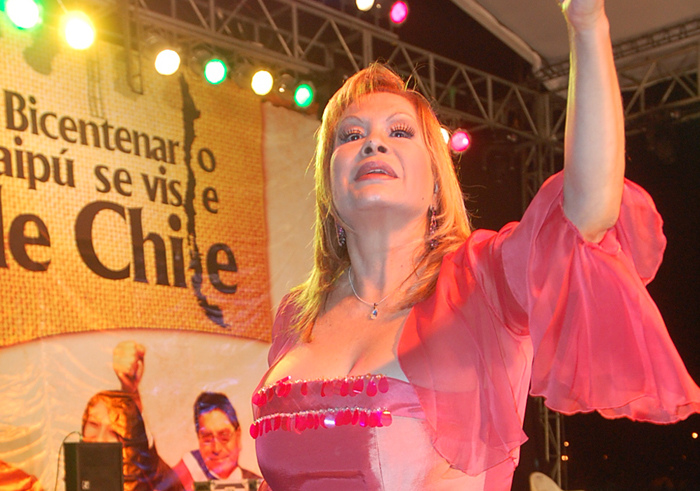

پالمنیا دل کارمن پیزارو گونزالس (سن فیلیپه، شیلی، ۱۹ ژوئیه ۱۹۴۱)، که بیشتر با نام پالمنیا پیزارو شناخته می‌شود، خواننده شیلیایی است که به خاطر موفقیت‌های حرفه‌ای‌اش به عنوان یک خواننده بین‌المللی شناخته شده‌است. پالمنیا پیزارو تحت تأثیر نوازندگان مختلفی در شیلی بوده‌است که از جمله آنها می‌توان به مون لافرت و لوس واسکز اشاره کرد.